# Guichel & Slemp's Magische Fopshop
Guichel & Slemp's Magische Fopshop (Engels: Gambol & Japes Wizarding Joke Shop) is een winkel die voorkomt in de Harry Potter-boekenreeks van de Britse schrijfster J.K. Rowling. De winkel bevindt zich aan de Wegisweg.
De winkel is gespecialiseerd in fopartikelen. Fred en George Wemel en Leo Jordaan slaan hier in 1992 een voorraad Dr. Vleermans Voortreffelijk Natstartend Nietschroeiend Vuurwerk in. Vier jaar later krijgt de winkel concurrentie van de Tovertweelings Topfopshop.